# ハウメ・ムナル
ハウメ・アントニ・ムナル・クラル（スペイン語: Jaume Antoni Munar Clar、カタルーニャ語: [ˈʒaumə muˈnaɾ]; スペイン語: [ˈɟʝaume muˈnaɾ]、1997年5月5日 - ）は、スペイン・バレアレス諸島州サンタニー出身の男子プロテニス選手。11歳年上のラファエル・ナダルと同じマヨルカ島出身であり、2016年に設立されたラファエル・ナダル・アカデミーで学んだ。カタルーニャ語での発音は「ジャウマ・ムナル」。

## 選手経歴

### 2014年 プロ転向 ジュニア世界3位
2014年全仏オープン男子ジュニアシングルスには第7シードとして出場し、準決勝までの6試合すべてをストレートで勝ち上がって決勝に進出した。決勝ではロシアのアンドレイ・ルブレフに敗れて準優勝だった。2015年1月26日には世界ジュニアランキングで3位となった。

### 2015年 ツアー初勝利
2015年全仏オープン男子ジュニアダブルスにはアルバロ・ロペス・サン・マルティンと組んで出場した。ノーシードから6試合を勝ち上がって優勝した。2回戦では第7シードのペアを、3回戦では第3シードのペアを下している。
2015年のドイツ国際オープンにはワイルドカード (スポーツ)で出場し、1回戦では第7シードのギリェルモ・ガルシア＝ロペスに勝利した。この勝利は第1セット途中の相手の棄権によるものだったが、ATPワールドツアーにおける初勝利となった。また、この大会後には世界ランキングで500位入りを果たした。

### 2018年 トップ100入り
2018年全豪オープン男子シングルスでは予選から本選に勝ち上がった。1回戦でガエル・モンフィスにストレートで敗れた。ATPワールドツアー9戦目となった2018年全仏オープン男子シングルスでは予選から本選に勝ち上がった。1回戦で同じスペインのダビド・フェレールと対戦し、2セット先取されてから3セットを連取して逆転勝利した。2回戦では第20シードのノバク・ジョコビッチに0-3のストレートで敗れた。
2018年ウィンブルドン選手権男子シングルスでは予選1回戦で敗れた。2018年全米オープン男子シングルスでは、1回戦でラッキールーザーのルーベン・ベメルマンスと対戦し、フルセットの末に勝利した。2回戦では第13シードのディエゴ・シュワルツマンと対戦して敗れた。

## ATPチャレンジャーツアー決勝進出結果

### シングルス: 3回（3勝0敗）
| 大会                          |
| ----------------------------- |
| ATPチャレンジャーツアー (3-0) |

| サーフェス別決勝進出回数 |
| ------------------------ |
| ハード (1-0)             |
| クレー (2-0)             |
| 芝 (0–0)                 |
| カーペット (0–0)         |

| 結果 | No. | 日付          | 大会                                 | サーフェス | 対戦相手             | スコア        |
| ---- | --- | ------------- | ------------------------------------ | ---------- | -------------------- | ------------- |
| 優勝 | 1.  | 2017年8月6日  | オープン・カスティーリャ・イ・レオン | ハード     | アレックス・デミノー | 6-3, 6-4      |
| 優勝 | 2.  | 2018年6月9日  | チェコ・オープン                     | クレー     | ラスロ・ジェレ       | 6-1, 6-3      |
| 優勝 | 3.  | 2018年6月18日 | チッタ・ディ・カルタニッセッタ       | クレー     | マテオ・ドナーティ   | 6–2, 7–6(7–2) |

## ジュニア・グランドスラム決勝進出結果

### シングルス: 1回（0勝1敗）
| 結果   | 年   | 大会         | サーフェス | 対戦相手             | スコア   |
| ------ | ---- | ------------ | ---------- | -------------------- | -------- |
| 準優勝 | 2014 | 全仏オープン | クレー     | アンドレイ・ルブレフ | 2–6, 5–7 |

### ダブルス: 1回（1勝0敗）
| 結果 | 年   | 大会         | サーフェス | パートナー                         | 対戦相手                                  | スコア   |
| ---- | ---- | ------------ | ---------- | ---------------------------------- | ----------------------------------------- | -------- |
| 優勝 | 2015 | 全仏オープン | クレー     | アルバロ・ロペス・サン・マルティン | ウィリアム・ブルームバーグ トミー・ポール | 6–4, 6–2 |

## 成績

### シングルス
略語の説明
| W | F | SF | QF | #R | RR | Q# | LQ | A | Z# | PO | G | S | B | NMS | P | NH |

W=優勝, F=準優勝, SF=ベスト4, QF=ベスト8, #R=#回戦敗退, RR=ラウンドロビン敗退, Q#=予選#回戦敗退, LQ=予選敗退, A=大会不参加, Z#=デビスカップ/BJKカップ地域ゾーン, PO=デビスカップ/BJKカッププレーオフ, G=オリンピック金メダル, S=オリンピック銀メダル, B=オリンピック銅メダル, NMS=マスターズシリーズから降格, P=開催延期, NH=開催なし.
| 大会           | 2018 | 2019 | 2020 | 通算成績 |
| -------------- | ---- | ---- | ---- | -------- |
| 全豪オープン   | 1R   | 1R   | 2R   | 1-3      |
| 全仏オープン   | 2R   | 1R   | 1R   | 1-3      |
| ウィンブルドン | LQ   | 1R   | NH   | 0-1      |
| 全米オープン   | 2R   | 1R   | 1R   | 1-3      |

### 大会最高成績
| 大会                 | 成績 | 年         |
| -------------------- | ---- | ---------- |
| ATPファイナルズ      | A    | 出場なし   |
| インディアンウェルズ | 3R   | 2022       |
| マイアミ             | 2R   | 2019       |
| モンテカルロ         | 2R   | 2019, 2023 |
| マドリード           | 4R   | 2023       |
| ローマ               | 1R   | 2024       |
| カナダ               | A    | 出場なし   |
| シンシナティ         | 1R   | 2022       |
| 上海                 | 2R   | 2023       |
| パリ                 | Q1   | 2023       |
| オリンピック         | 1R   | 2024       |
| デビスカップ         | QF   | 2017       |